# Richardis
Szent Richardis, más néven Sváb Richardis (kb. 840 – 894/5/6. szeptember 18.), német császárné, III. Kövér Károly császár felesége. Hírnevét vallásosságával érdemelte ki.

## Élete
Az elzászi Andlau-ban született, Erchanger, Nordgau grófjának lányaként. 862-ben ment hozzá Károlyhoz és 881-ben VIII. János pápa koronázta meg férjével együtt Rómában. Nem született gyermekük.
887-es a nagyhatalmú Liutward von Vercelli főkancellárt és Richardist az udvar nyomására Károly házasságtöréssel vádolta meg. A császárnét tűzpróba alá vetették, amit sikeresen teljesített.
Később visszavonult az andlaui apátságba, amit 880-ban családi birtokain alapított és ahol unokahúga, Rotrod volt a főnökasszony. Andlauban halt meg és ott is temették el.